# Tangalle
Tangalle (Sinhala තංගල්ල ˈtaŋgalːə) ist eine Kleinstadt im Süden Sri Lankas. Der Name bedeutet „hervorstehender Felsen“ und bezieht sich auf die Felsen, die im Bereich der Stadt die Küste bilden, während in der näheren Umgebung ansonsten hauptsächlich Sandstrände liegen.

## Lage
Tangalle liegt im Distrikt Hambantota, 195 km (121 miles) südlich von Colombo und 35 km (22 miles) östlich von Matara.

## Wirtschaft
Tangalle ist ein Fischereihafen von regionaler Bedeutung und ein Unterzentrum des Tourismus.

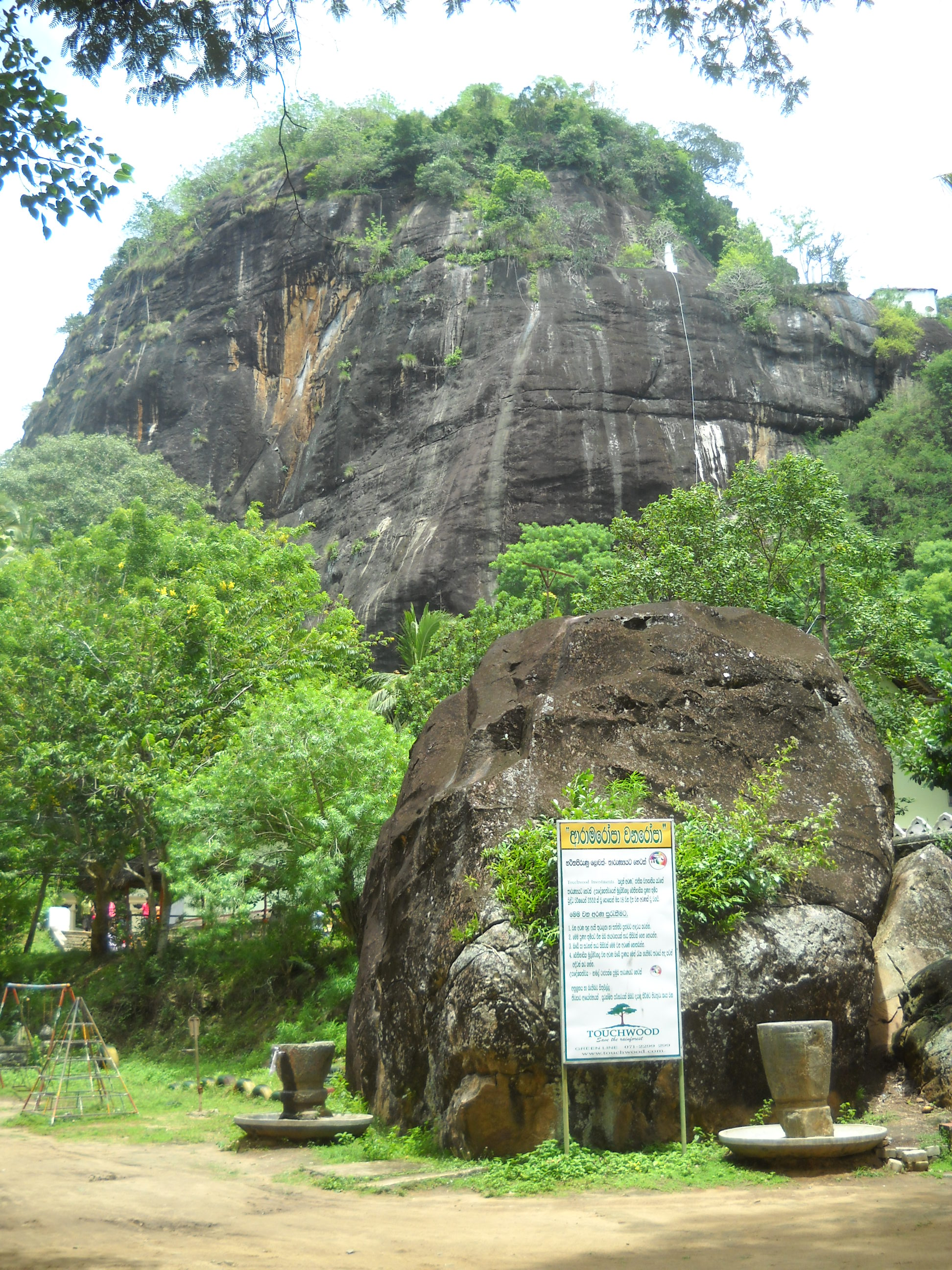
Felsentempel Mulkirigala

## Kultur und Sehenswürdigkeiten
- Im Stadtzentrum befindet sich ein altes niederländisches Fort, das heute als Gefängnis genutzt wird.
- Die Stadt dient als Ausgangspunkt für Besuche des nahegelegenen Felsentempels von Mulkirigala. Mulkirigala Rajamaha Viharaya, der Mulkirigala-Steintempel befindet sich 20 km nördlich der Stadt.[1] Der Tempelkomplex besteht aus alten Wandmalereien, einer liegenden Buddha-Statue und mehreren Höhlentempeln, die auf verschiedenen Ebenen zu finden sind.
- 11,2 km nördlich der Stadt befindet sich das Hummanaya-Blasloch, welches man am besten im Juni besucht[2]. Um es zu erreichen, fährt man in das Fischerdorf Kudawella.
- Das Vogelschutzgebiet Kalametiya liegt 24 km östlich der Stadt. Es wurde 1938 zum Naturschutzgebiet erklärt, ursprünglich mit 2500 Hektar, wurde aber 1946 aufgrund des Widerstands der Anwohner abgeschafft. 1984 wurde es erneut zum Naturschutzgebiet erklärt, jedoch mit einer stark reduzierten Fläche. Das Vogelschutzgebiet Kalametiya ist ein Gebiet mit Küstenlagunen und Mangrovensümpfen, das reich an Meerestieren ist und vier national bedrohte Vogelarten beherbergt: Küstenreiher, Sichler, Kappenliest und Ceylonhuhn. Darüber hinaus existieren dort andere Vogelarten und Reptilien, von denen eine große Anzahl national und global bedroht ist.
- Der Parewella Natural Swimming Area befindet sich 0,9 km vom Stadtzentrum entfernt.

## Verkehr und Infrastruktur
Der nächstgelegene Bahnhof der Sri Lanka Railways befindet sich nordwestlich von Tangalle in Beliatta, dorthin wurde 2019 die 1895 fertiggestellte Eisenbahnlinie Coastal Line von und nach Colombo von Matara aus verlängert.   Langfristig ist eine Weiterführung der Linie über Hambantota nach Kataragama geplant. Nordwestlich der Stadt, ebenfalls in Beliatta, befindet sich seit 2014 eine Anschlussstelle der Autobahn E01 Expressway, die Hambantota mit Colombo verbindet. Mitten durch Tangalle führt die Küstenstraße A2 von Colombo nach Wellawaya.

## Persönlichkeiten
- Suwanda Hennedige Sauris Silva (1898–1982), Tänzer, Dichter, Sozialarbeiter und Journalist
- Mahinda Rajapaksa (1945–), sechster Präsident Sri Lankas, amtierender Premierminister von Sri Lanka